# 斯滕凱爾克戰役
斯滕凱爾克战役发生于1692年8月3日，大同盟战争期间。由法國盧森堡公爵率領的法軍與威廉三世率領的聯軍對抗。

## 註腳
1. 1 2  . Muse Baroque - Musique & Arts baroques.   [2022-03-13]. （原始内容存档于2014-07-28） （法语）.
2. ↑  Lynn 1999, p. 227